# سفارة نيجيريا في مصر
سفارة جمهورية نيجيريا الفدرالية في مصر هي بعثة دبلوماسية نيجيرية في دولة مصر يترأسها السفير نورَ أبَّ رِيمِي. وتقع هذه السفارة في العاصمة المصرية القاهرة. تقوم البعثة باعتماد متزامن لدولة فلسطين وتتولى جميع الشؤون الدبلوماسية والقنصلية بما في ذلك طلبات التأشيرات وجوازات السفر.

## انظر ايضاً
1. علاقات نيجيريا الخارجية
2. نيجيريا
3. القاهرة
4. أبوجا
5. مصر